# Coupe de Belgique masculine de handball 1994-1995
Navigation
Édition précédente Édition suivante
La Coupe de Belgique masculine de handball de 1994-1995 fut la 31e édition de cette compétition organisée par l'Union royale belge de handball (URBH).

## Phase finale

### Huitièmes de finale
- : Tenant du titre

| Club                    | Résultat | Club                 | Lieu         |
| ----------------------- | -------- | -------------------- | ------------ |
| HV Uilenspiegel Wilrijk | 20-17    | Olse Merksem HC      | Anvers       |
| Union beynoise          | 30-23    | HV Arena Hechtel     | Beyne-Heusay |
| KTSV Eupen 1889         | ?        | HC Herstal-Liège     | Eupen        |
| CSV Ransart             | 18-21    | Initia HC Hasselt    | Charleroi    |
| KV Sasja HC Hoboken     | 35-16    | JS Athénée Montegnée | Anvers       |
| Ajax Lebbeke            | 34-31    | H.Villers 59         | Lebbeke      |
| HC Kiewit               | ?        | HC Eynatten          | Hasselt      |
| ASEK 72                 | ?        | Sporting Neerpelt    | Evere        |

### Quarts de finale
- : Tenant du titre

| Club                    | Résultat | Club              | Lieu         |
| ----------------------- | -------- | ----------------- | ------------ |
| HC Kiewit               | ?        | Sporting Neerpelt | Hasselt      |
| HV Uilenspiegel Wilrijk | ?        | Ajax Lebbeke      | Anvers       |
| KV Sasja HC Hoboken     | ?        | KTSV Eupen 1889   | Anvers       |
| Union beynoise          | 16-22    | Initia HC Hasselt | Beyne-Heusay |

- : Tenant du titre

| Club              | Résultat | Club                | Lieu     |
| ----------------- | -------- | ------------------- | -------- |
| Sporting Neerpelt | 14-27    | Initia HC Hasselt   | Neerpelt |
| Ajax Lebbeke      | 18-20    | KV Sasja HC Hoboken | Lebbeke  |

### Finale
,.
| 24 mars 1995 21h00 | Initia HC Hasselt | 22-18 | KV Sasja HC Hoboken | Hasselt Arbitrage : Kerremans, Kenis |
| 24 mars 1995 21h00 | Darius Wolak 6    |       | Marczak 7           | Hasselt Arbitrage : Kerremans, Kenis |

## Vainqueur
| Coupe de Belgique de handball 1994-1995 Initia HC Hasselt 4e |